# Le Chaperon-Vert
Le Chaperon-Vert est un ensemble de 1 582 logements pour près de 3 400 habitants, situé à cheval sur les communes de Gentilly et d'Arcueil, construit entre 1955 et 1965.

## Localisation
Le Chaperon-Vert est situé à cheval sur les communes d'Arcueil et de Gentilly, dans le (Val-de-Marne).

## Histoire
À l'emplacement de la cité, il y avait autrefois deux bidonvilles, la villa Mélanie à Arcueil et l’îlot Calmus à Gentilly, implantés sur le lieu-dit des Hautes-Bornes, qui suggère la présence de menhirs préhistoriques.
En 1948, les villes de Gentilly et Arcueil créent leur Office public intercommunal de l'habitat, l'OPIH Arcueil-Gentilly.
Les travaux sont lancés en 1953, conjointement avec le chantier de l'autoroute du Soleil. Le Ministre de la reconstruction et du logement se rend alors sur place, pour visiter le chantier de ce qui sera un des premiers et plus grands grand ensemble de France. Le ministre vante aussi le coût du projet qui équivaut à l'époque, selon lui, à « 2 jours de guerre en Algérie », soit un coût total d'environ 5 milliards d'Euros.
La cité est bâtie entre 1955 et 1965 par les architectes des mairies des deux communes (Gentilly et Arcueil), respectivement Lucien Métrich et Charles Malaurant ainsi que l'architecte du ministère de la rénovation urbaine Jacques Poirrier. Le chantier s'achève en 1964, et la cité compte alors environ 1 700 logements. La cité du Chaperon-Vert détient alors le titre de plus grande cité d'habitation à loyer modéré (HLM) d'Île-de-France.
L'office public de l'habitat d'Arcueil et de Gentilly (OPALY) gère l'intégralité du parc HLM de la cité, soit 1 582 logements au total considéré comme le plus grand grand-ensemble du Val-de-Bièvre.
En 2001, le quartier a fait l'objet d'un premier projet de rénovation urbaine (ORU) de l'Agence nationale pour la rénovation urbaine (ANRU), terminé en 2014 avec la démolition du bâtiment HU. Il est classé quartier prioritaire en 2015, avec 3 364 habitants pour un taux de pauvreté de 26 %.

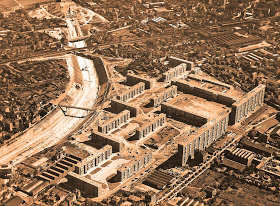
Chantier du Chaperon-Vert.
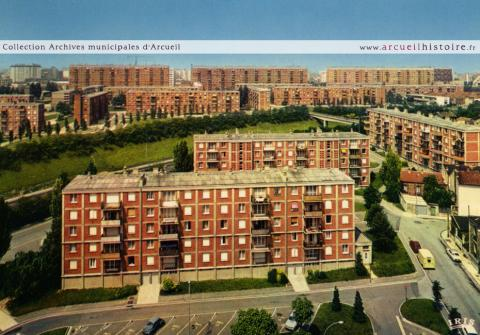
Cité du Chaperon-Vert à sa construction.

## Organisation du quartier
Le quartier est essentiellement organisé autour de squares et espaces verts.